# Monroe (Indiana)
Monroe es un pueblo ubicado en el condado de Adams en el estado estadounidense de Indiana. En el Censo de 2010 tenía una población de 842 habitantes y una densidad poblacional de 516,03 personas por km².

## Geografía
Monroe se encuentra ubicado en las coordenadas 40°44′43″N 84°56′29″O / 40.74528, -84.94139. Según la Oficina del Censo de los Estados Unidos, Monroe tiene una superficie total de 1.63 km², de la cual 1.63 km² corresponden a tierra firme y (0%) 0 km² es agua.

## Demografía
Según el censo de 2010, había 842 personas residiendo en Monroe. La densidad de población era de 516,03 hab./km². De los 842 habitantes, Monroe estaba compuesto por el 99.05% blancos, el 0% eran afroamericanos, el 0% eran amerindios, el 0.24% eran asiáticos, el 0% eran isleños del Pacífico, el 0.12% eran de otras razas y el 0.59% pertenecían a dos o más razas. Del total de la población el 2.26% eran hispanos o latinos de cualquier raza.